# انسی (سومری)

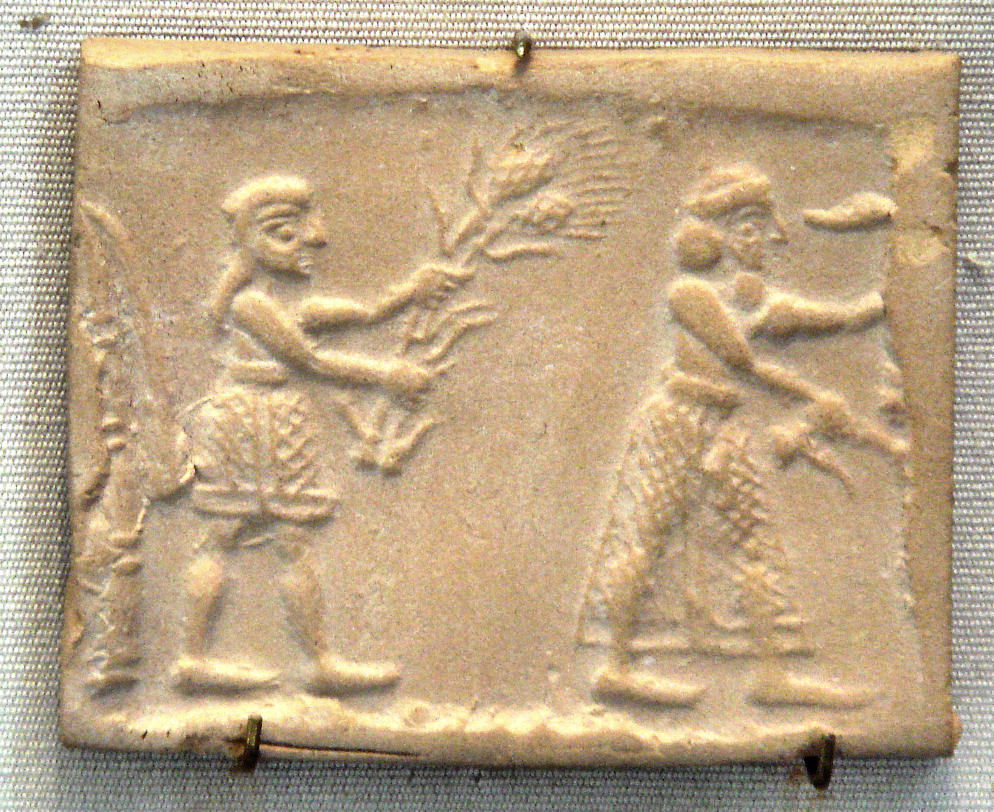
مهر استوانه ای سومری متعلق به c. 3200 پیش از میلاد، نشان می‌دهد که انسی و پیشخدمت او در حال خوراک دادن یک گاو ورجاوند هستند.

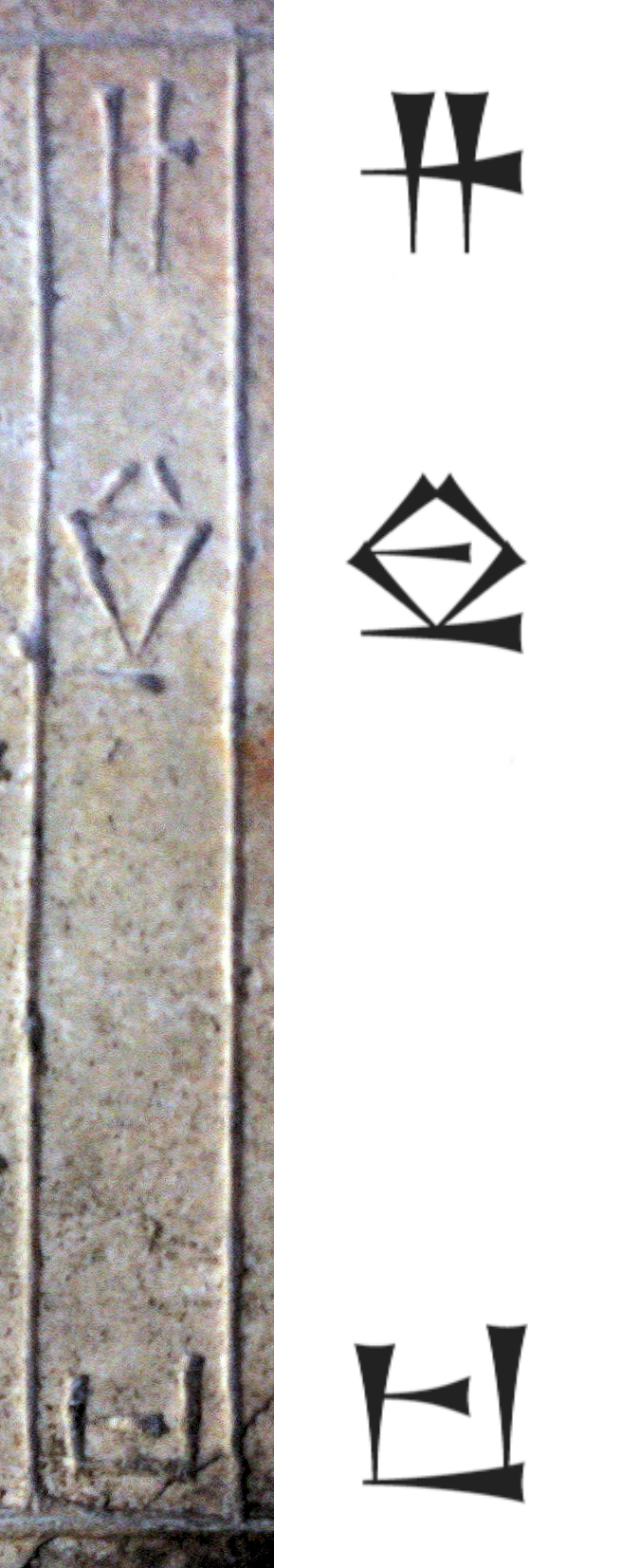
PA TE SI (Ensi) در لوحلوگالانتوم.

اِنسی (ENSI) (به خط میخی: 𒑐𒋼𒋛) عنوان سومری بود که به فرمانروای دولت-شهر بود، داده می‌شد. احتمالاً این عنوان در اصل به فرمانروای ناوابسته داده می‌شده‌است که بعدها عنوان لوگال به آن دادند.
در دوره سلسله نخستین (حدود ۲۸۰۰–۲۳۵۰ پیش از میلاد)، معنی عنوان‌های ان، انسی و لوگال به روشنی قابل تفکیک نیستند. انسی ممکن است در ابتدا نام فرمانروا باشد که محدود به لاگاش و اوما بوده‌است. انسی نماینده خدای پشتیبان دولت-شهر محسوب می‌شد. در دوره‌های پسین، یک انسی بیشتر زیرمجموعه یک لوگال بوده‌است. با این وجود، حتی فرمانروایان نیرومند از سلسله دوم لاگاش (ج. ۲۱۰۰ پیش از میلاد) مانند گودهآ با عنوان انسی خوانده می‌شدند.